# William Kurt Black
William Kurt Black (6 settembre 1951) è un avvocato, docente, autore statunitense.
Ha sviluppato il concetto di "control fraud" (frode perpetrata da chi dovrebbe controllare).

## Biografia
È specializzato in reati finanziari, finanza pubblica, economia e altri temi di diritto. Nel 2012 ha partecipato al primo summit italiano sulla Teoria della Moneta Moderna.

## Opere principali
- The U.S. Banking Industry in Transition in Real World Banking, eds. Dan Fireside & Amy Gluckman (Dollars & Sense 2008)
- When Fragile Become Friable: Endemic Control Fraud as a Cause of Economic Stagnation and Collapse, in White Collar Crimes: a Debate, K. Naga Srivalli, ed., Hyderabad, India, The Icfai University Press (2007: 162-178)
- Corruption Kills, International Handbook of White-Collar Crime, Henry Pontell & G. Geis eds. (Springer 2007)
- Control fraud v. the protocols, Crime, Law & Social Change, Volume 45, No. 3 (aprile 2006: 241-258)
- The Best Way to Rob a Bank is to Own One: How Corporate Executives and Politicians Looted the S&L Industry, University of Texas at Austin Press (aprile 2005)
- “Control frauds” as financial super-predators: How “pathogens” make financial markets inefficient, Journal of Socio-Economics, Vol. 34. No.6 (dicembre 2005: 734-755)
- Control Fraud as an Explanation for White-Collar Crime Waves: The Case of the Savings & Loan Debacle, Crime, Law and Social Change, Vol. 43, No. 1 (febbraio 2005: 1-29)
- The Dango Tango: Why Corruption Blocks Real Reform in Japan, Business Ethics Quarterly, Vol. 14, Issue 4 (ottobre 2004: 602-623)
- The Imperium Strikes Back: The Need to Teach Socioeconomics to Law Students, San Diego Law Review, No. 1 (inverno 2004: 231-256)
- Beware of Geeks Bearing Gifts: Enron Uses Its High Tech Information System to Defraud, CISIC 2003 Conference Symposium edition (McGraw-Hill 2003)
- Re-examining the Law & Economics Theory of Corporate Governance, Challenge Vol. 46, No. 2 (marzo/aprile 2003: 22-40)
- A Tale of Two Crises, Kravis Leadership Institute Leadership Review, autunno 2002
- Why do the Non-Heathens Rage?, Journal of Criminal Justice and Popular Culture, 8(3) (2001: 225-276)
- The Savings and Loan Debacle of the 1980's: White-Collar Crime or Risky Business? (con K. Calavita e H. Pontell) Law and Policy. Vol. 17, No. 1 (gennaio 1995: 23-55)
- Ending Our Forebearers' Forbearances: FIRREA and Supervisory Goodwill, Stanford Law & Policy Review 102 (primavera 1990)